# Hagrid's Magical Creatures Motorbike Adventure
Hagrid's Magical Creatures Motorbike Adventure est un parcours de montagnes russes situé dans le parc d'attractions Universal's Islands of Adventure, à Orlando, en Floride. L'attraction vient compléter la zone The Wizarding World of Harry Potter consacrée à l'univers de Harry Potter. L'attraction a ouvert le 13 juin 2019.
L'attraction a été construite sur l'emplacement des anciennes montagnes russes en duel Dragon Challenge, qui ont fermé leurs portes le 4 septembre 2017,,,.
En novembre 2019, l'attraction reçoit un Thea Award for Outstanding Achievement dans la catégorie attraction par la Themed Entertainment Association.

## Développement
En novembre 2016 est envisagé que les montagnes russes Dragon Challenge, à Universal's Islands of Adventure, puissent fermer définitivement. Datant de 1999 et occupant à elle seule la moitié de cette zone consacrée à Harry Potter, l'attraction a rencontré plusieurs incidents au cours de l'été 2011 et n'a jamais été reproduite dans les autres zones Wizarding World. En juillet, Universal Orlando confirme par communiqué la fermeture définitive du Dragon Challenge et la construction d'une nouvelle attraction à sa place,. En mars 2017, plusieurs idées sont évoquées : une attraction de type parcours scénique sur le thème de la série dérivée Les Animaux fantastiques (dont le premier film est sorti en 2016), ou une attraction sur le thème de la forêt interdite,. En novembre 2017, la destruction du Dragon Challenge est terminée. 
La construction de l'attraction, par l'entreprise suisse Intamin, débute en janvier 2018. Les photos des travaux et de l'assemblage de ses rails au cours de l'été laissent supposer qu'Universal privilégie une attraction sans looping et plus familiale, à l'image des autres attractions du Wizarding World, et qu'elle serait en lien avec le personnage de Hagrid et les créatures magiques. Des photos aériennes prises en décembre 2018 permettent de reconnaitre la forme des wagonnets, qui correspond à celle du side-car utilisé par Hagrid dans le premier et septième film,,. 
Selon Alan Gilmore, directeur artistique des films Harry Potter, plus d'un millier d'arbres ont été plantés pour créer le bois représentant le thème de la forêt interdite. 

## Fonctionnement

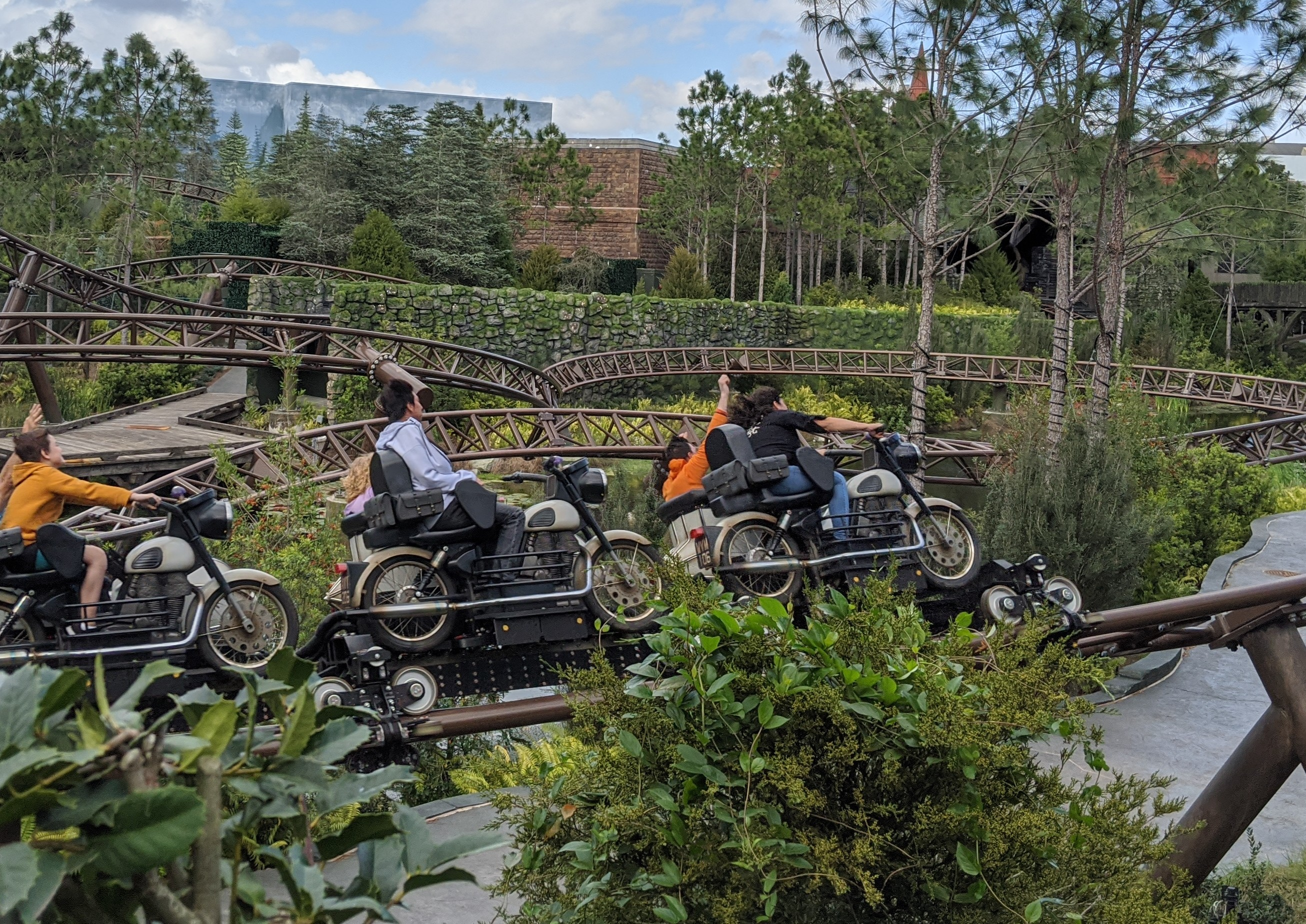
Un train de l'attraction.

Les trains sont composés de sept rangées de side-cars biplaces. Les passagers effectuent un parcours à travers la forêt interdite, où ils rencontrent des créatures magiques, tels que Touffu, le chien à trois têtes, les lutins de Cornouailles, le piège du diable, un Centaure et un Scroutt à pétard, une créature qui n'a jamais été présentée dans aucun des films Harry Potter.
Les montagnes russes comprennent également le plus grand nombre de lancements de montagnes russes au monde avec sept lancements. Le parcours propose également une chute de près de cinq mètres et est le plus long parcours de montagnes russes de Floride.
Les premiers essais de l'attraction ont débuté le 26 février 2019.

## Soucis Techniques
Depuis son ouverture, l'attraction à connu de nombreux problèmes techniques qui obligent l'attraction à se mettre à l'arrêt pendant des durées plus ou moins longues. De plus, 12 trains peuvent circuler simultanément sur le circuit grâce aux nombreuses zones de freins que comporte l'attraction, mais suites aux nombreux problèmes techniques liés aux capteurs et à la gestion informatique de l'attraction, elle n'a jamais pu accueillir ses 12 trains en même temps.
Depuis, le parc et le constructeur Intamin travaillent d'arrache pied afin de fiabiliser l'attraction.

## Inauguration
L'attraction a ouvert en soft-opening à partir du 11 juin 2019. Elle a été inaugurée officiellement le 13 juin 2019, en présence de plusieurs acteurs de la saga dont Rupert Grint, Tom Felton, Evanna Lynch, Warwick Davis, James et Oliver Phelps.